# حنوت‌تاوی (دودمان نوزدهم)
حنوت‌تاوی (به انگلیسی: Henuttawy) یک شاهدخت در مصر باستان در دوران حکمرانی دودمان نوزدهم مصر بود.

## زندگی‌نامه
حنوت‌تاوی دختر فرعون رامسس دوم و نفرتاری همسر بزرگ سلطنتی و خواهر ناتنی مرنپتاح بود. او هفتمین دختر رامسس و دومین دختر از دو دختری است که مطمئناً مادرشان نفرتاری بوده است.
مجسمه او در معبد کوچک ابوسمبل که برای نفرتاری ساخته شده است، قرار دارد. فرزندان نفرتاری معمولاً بر اساس این معبد شناسایی می‌شوند: شاهزادگان آمون‌حرخپشف، پارهرونیمیف، مری‌رع و مری‌آتوم و شاهدخت مریت‌آمون و حنوت‌تاوی. حنوت‌تاوی در نمای معبد بزرگ ابوسمبل، جایی که دو پسر اول و شش دختر بزرگ رامسس به همراه نفرتاری و ملکه مادر تویا نشان داده شده‌اند، به تصویر کشیده نشده است.
حنوت‌تاوی در دره ملکه‌ها در مقبرهٔ شمارهٔ کیو. وی. ۷۳ دفن شده است. این مقبره ممکن است برای یک «شاهدخت» حک شده باشد و پس از مرگ حنوت‌تاوی به او اختصاص داده شده است. در برخی از قسمت‌های مقبره، کارتوش‌ها خالی است، اما در اتاق اصلی تدفین آثار محوی از نام او ثبت شده است. مقبره از یک اتاق دفن با دو ستون و دو اتاق جانبی تشکیل شده است. تزئینات این گور شبیه تزئینات مقبره نفرتاری است.